# Boho Chic
Boho Chic es un estilo de moda y de decoración que tiene su origen en el movimiento bohemio. Nacido en el siglo XIX en París, fusiona elementos bohemios y hippie con toques modernos y sofisticados. El estilo se manifiesta tanto en la moda como en la decoración.

## Historia
El término boho de Boho Chic proviene de bohemio y refleja la esencia de este estilo. El estilo tiene sus raíces en el movimiento bohemio del siglo XIX en París, donde artistas e intelectuales adaptaron un estilo de vida no convencional, buscando la libertad creativa y rechazando las restricciones sociales para diferenciarse del resto de la población.Este movimiento se inspiró en la vida nómada y sin ataduras de los gitanos, a quienes en Francia se conocía como bohémiens por su supuesta procedencia de Bohemia. La libertad y el estilo de vida al margen de la ley asociados a la población gitana se romantizaron, sirviendo de punto de partida para un fenómeno cultural que abarcó la ópera, la literatura y la pintura.El movimiento bohemio evolucionó, fusionándose con influencias de la cultura Hippie y étnica.El vocablo boho fue evolucionando hasta convertirse en toda una corriente con identidad propia. Su influencia no tardó en difundirse por diferentes países europeos.
El término chic de Boho Chic se añade para denotar una versión más elegante y refinada del estilo bohemio original.
En la moda, el estilo Boho Chic ganó popularidad en los años 1960 y 1970, durante la era Hippie, y resurgió a principios de los 2000 gracias a celebridades como Kate Moss y Sienna Miller, quienes combinaron elementos hippies con ropa folclórica de campo yvintage. Sienna Miller, en particular, es considerada un ícono de este estilo, marcándoselos tendencia con sus looks que mezclaban prendas de mercadillo con accesorios de marcas de lujo. El resurgimiento del estilo Boho Chic en los años 2000 también se atribuye a la influencia de festivales como Coachella, que promovieron una imagen glamurosa y étnica, y a diseñadores que incorporan elementos bohemios en sus colecciones.

## Características del Estilo Boho Chic
A diferencia del estilo bohemio puro, que puede ser más descuidado y excesivo, el Boho Chic incorpora elementos de lujo y sofisticación, manteniendo un equilibrio entre creatividad y elegancia.

### En la Moda:
El estilo Boho Chic se caracteriza por prendas sueltas y cómodas, como vestidos maxi, faldas largas, blusas amplias y pantalones anchos.Los estampados florales, étnicos y geometríacos son comunes, así como los detalles hechos a mano, como bordados, tejidos a ganchillo y macramé.Los accesorios son un elemento característico del estilo Boho Chic, incluyendo sombreros de ala ancha, cinturones con hebillas, brazaletes, bolsos con flecos y joyería artesanal con piedras y plumas.Según InStyle España, los accesorios clave de Boho Chic son los botines cowboy y los sombreros de vaquero.

### En la Decoración:
La decoración Boho Chic se distingue por una base neutra en las paredes, que permite que los colores vibrantes y los textiles estampados destaquen. Se emplean muebles vintage, que pueden presentar un aspecto desgastado o ser pintados a mano. Los elementos naturales, como la madera, la piedra, el cuero, las fibras vegetales y las plantas son componentes esenciales del estilo.Los motivos éticos y culturales se integran de manera equilibrada, utilizándose alfombras superpuestas, cojines y tapices.

## Evolución
Desde su auge en los años 2000, el estilo Boho Chic ha evolucionado, adaptándose a las tendencias contemporáneas, como el estilo urbano, sin perder su esencia.Ha dado lugar a variantes como el New Bohemian, que enfatiza una mezcla aún más ecléctica de elementos, y ha influido en otros estilos, como el Hippie Chic.
En 2024, diseñadores y marcas de renombre como Chloé han revitalizado el estilo Boho Chic en sus colecciones, integrando vestidos vaporosos, chaquetas con flecos y accesorios maximalistas.En los primeros años veinte del siglo XXI el estilo Boho Chic seguía siendo popular, influenciado por celebridades como Daisy Edgar-Jones y Camila Morrone, por festivales de música y por diseñadores.